# ماساو كيبا
ماساو كيبا (باليابانية: 木場 昌雄) (6 سبتمبر 1974 في مينامياواجي في اليابان – )؛ هو لاعب كرة قدم ياباني سابق كان يلعب كمدافع.

## وصلات خارجية
- ماساو كيبا على موقع رابطة كرة القدم اليابانية للمحترفين (اليابانية)
- ماساو كيبا على موقع قاعدة بيانات كرة القدم.إي يو (الإنجليزية)
- ماساو كيبا على موقع عالم كرة القدم.نت (الإنجليزية)